# クラリネット協奏曲第1番 (ウェーバー)
クラリネット協奏曲第1番 ヘ短調 作品73（J.114）は、カール・マリア・フォン・ウェーバーが1811年に作曲した、1作目のクラリネット協奏曲。ミュンヘンの宮廷管弦楽団のクラリネット奏者であったハインリヒ・ヨーゼフ・ベールマンのために書かれ、クラリネットをメインにしたウェーバーの一連の作品のうち最も有名なものである。
1811年4月5日、ウェーバーのクラリネット小協奏曲がミュンヘンにおいてベールマンの独奏と宮廷管弦楽団によって初演された。これを聴いたバイエルン国王マクシミリアン1世は大いに感動し、新たに2曲の協奏曲の作曲をウェーバーに依頼した。ウェーバーはただちに作曲に着手し、まず4月から5月にかけてヘ短調の協奏曲が書かれた。
初演は1811年6月13日、ミュンヘンにおいてベールマンの独奏、ウェーバーの指揮によって行われた。なお、第2番変ホ長調作品74はこの初演の後、同年7月に完成している。ウェーバーはベールマンに当分の独占演奏権を与えたと考えられ、出版は遅れて1822年に行われた。

## 編成
独奏クラリネット（B♭管）、フルート2、オーボエ2、ファゴット2、ホルン3、トランペット2、ティンパニ、弦五部

## 構成
3楽章からなる。演奏時間は約25分。
第1楽章　アレグロ　ヘ短調　4分の3拍子　自由なソナタ形式
管弦楽の劇的な序奏に始まる。ここでの主題はクラリネットには扱われないが、主部においても活用される。憂いを帯びて始まり徐々に激していく第一主題、変イ長調で下降音階をもとにした第二主題はともにクラリネットによって提示される。再現部の第二主題は省略され、序奏の動機によるコーダになだれ込む。
提示部の終盤、143小節目にベールマンによる16小節の追加パッセージと短いカデンツァが残されており、よく演奏される。ウェーバーのクラリネット作品にはベールマンによるこのような大小の変更が多く残り、1869年に息子カール・ベールマンの提供した譜面を基にした新版が出版されて以降、長らく正統的な版と考えられてきた。ウェーバーのオリジナル譜を復元する試みがなされるのは1954年のブライトコプフ・ウント・ヘルテル社の版以降のことである。
第2楽章　アダージョ・マ・ノン・トロッポ　ハ長調　4分の4拍子　三部形式
弦楽の伴奏に乗って、クラリネットが穏やかな旋律を歌う。中間部は劇的な表情を見せ、クラリネットの奏する16分音符とオーケストラが対比される。《魔弾の射手》を思わせるホルンの三重奏とクラリネットが絡む楽節を経て、冒頭に戻る。
第3楽章　ロンド、アレグレット　ヘ長調　4分の2拍子
クラリネットによる特徴的なリズムのロンド主題に始まり、豊富な楽想が入れ替わり立ち替わり現れる。クラリネットの技巧が存分に発揮されるフィナーレ。